# 클라푸티

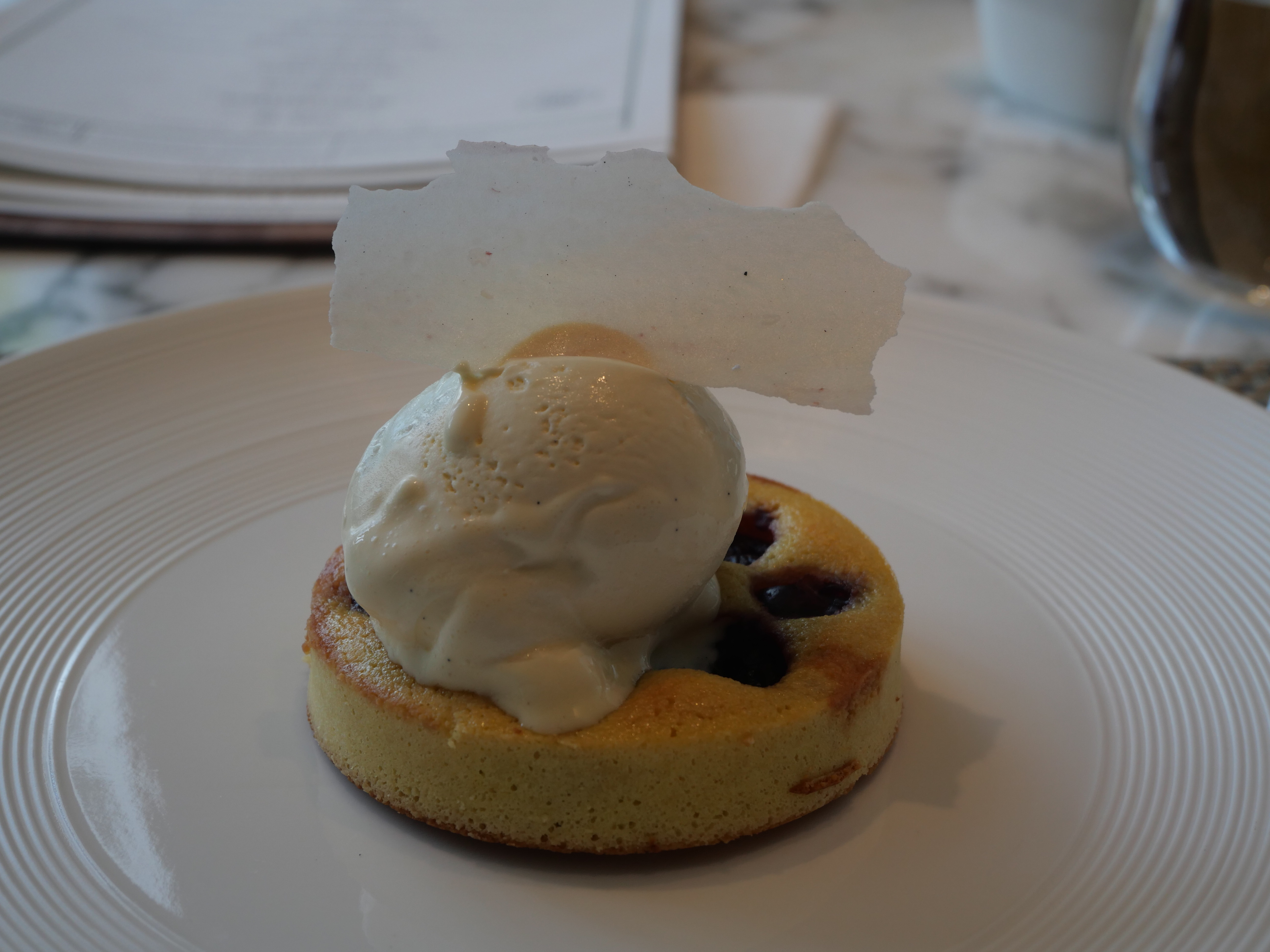

클라푸티(프랑스어 발음: [klafuti]; 오크어: clafotís [klafuˈtis] 또는 [kʎafuˈtiː]), 때로는 영어권 국가에서 철자가 clafouti로, 전통적으로 검은 체리인 과일의 구운 프랑스 디저트이다. 버터를 바른 접시에 배열하고 두꺼운 플랜 같은 반죽을 덮는다. 클라푸티는 가루 설탕을 뿌려 미지근한 상태로 제공되며 때로는 크림과 함께 제공된다.
전통적인 리무쟁 클라푸티에는 체리 과육과 견과류 같은 낟알이 들어 있다. 체리 알갱이에는 아몬드 추출물의 주된 풍미를 담당하는 화합물인 벤즈알데히드가 함유되어 있다. 이것들은 또한 소량의 아미그달린, 즉 시안화 배당체를 함유하고 있다. 아미그달린은 잠재적으로 섭취할 경우 시안화물을 방출할 수 있지만 소량으로는 독성이 없는 화합물이다.

## 기원
클라푸티는 프랑스 리무쟁 지역에서 생산되며 블랙 체리는 전통적이지만 레드 체리, 자두, 자두, 사과, 배, 크랜베리 또는 블랙베리를 포함한 다른 과일을 사용하여 다양한 변형이 있다. 체리 대신 다른 종류의 과일을 사용하는 경우, 이 요리를 플라그나르드(flaugnarde)라고 한다.
접시 이름의 보고된 파생물 중 하나는 "채우다"(암시: "체리를 곁들인 반죽")를 의미하는 동사 clafir에서 유래한 Occitan clafotís이다. 클라푸티는 19세기 동안 프랑스 전역에 퍼졌다.

## 문화 참조
프랑스의 저항가이자 작가인 마르그리트 뒤라스는 그녀의 자서전 소설 고통에서 강제 수용소에서 돌아온 남편에게 클라푸티로 만들기 위해 배급된 재료를 조심스럽게 모았지만, 남편이 영양실조로 인해 너무 허약하다는 것을 알게 되었다.